# 側條歐白魚
側條歐白魚（学名：Alburnus arborella）為輻鰭魚綱鯉形目雅羅魚科歐白魚屬的其中一種，分布於歐洲斯洛維尼亞、瑞士、義大利的索卡河到亞得里亞海沿海溪流、克羅埃西亞、波士尼亞下茲爾馬尼亞和內雷特瓦河流域、義大利阿諾河流域，體長可達12.7公分，棲息在高山湖泊至沿海溪流表層開闊水域，以浮游生物、昆蟲等為食，繁殖期時，會在淺灘礫石區產卵，生活習性不明。

## 扩展阅读
維基物種上的相關：側條歐白魚